# Archaeamphora longicervia
Genre
Espèce
Archaeamphora longicervia est une espèce éteinte de plantes à urne à l'allure proche des membres actuels de la famille des Sarraceniaceae. Le matériel fossile assigné à ce taxon appartient au paléobiote de Jehol, il provient de la formation géologique d'Yixian du Crétacé inférieur au nord-est de la Chine.
Archaeamphora longicervia est la plus ancienne plante carnivore connue et représente le seul exemple fossile connu de plante à urne. En outre, le genre monotypique Archaeamphora est un des trois genres connus les plus anciens parmi les angiospermes (plantes à fleurs). Li (2005) remarque que « l'existence d'un angiosperme si évolué au Crétacé inférieur suggère que les angiospermes sont apparus beaucoup plus tôt, sans doute il y a 280 millions d'années comme les études sur l'horloge moléculaire l'ont suggéré ».
Les investigations de Wong et al. en 2015 suggèrent toutefois que ce fossile devrait plutôt être interprété comme des galles de Liaoningocladus boii G. Sun et al., une gymnosperme.

## Étymologie
Le nom générique Archaeamphora est dérivé du néo-latin archaeo- (signifiant ancien) et du grec amphoreus (amphore, pichet). L'épithète spécifique longicervia est dérivé du latin longus (long) et de cervicarius (avec un cou). Ce dernier se réfère à l'étranglement sur les urnes de cette espèce.

## Matériel fossile
Tout matériel fossile d'Archaeamphora longicervia provient de la formation de Jianshangou, à Beipiao, à l'ouest du Liaoning (Chine). Cette strate du Crétacé inférieur constitue la partie la plus basse de la formation d'Yixian, qui est vieille de 124,6 millions d'années. Neuf spécimens d’A. longicervia ont été trouvés, comprenant l'holotype CBO0220 et le paratype CBO0754.

## Description
Archaeamphora longicervia était une plante herbacée mesurant 5 cm en hauteur. La tige, d'au moins 21 mm de long et 1,2 mm d'épaisseur, présente des cannelures. Les urnes en forme d'ascidies mesurent entre 30 et 40 mm de long. Les urnes matures et les urnes en développement ou feuilles phyllodiques sont disposées en forme de spirale autour de la tige.
Les urnes sont constituées d'une base tubulaire, une section moyenne renflée, un étranglement au voisinage de l'embouchure du piège et un opercule vertical en forme de cuillère. Une aile unique descend du côté adaxial (dessus d'une feuille) de chacune des urnes. Trois à cinq nervures principales sont présentes sur les urnes, accompagnées de quelques nervures intercostales  et de nombreuses autres plus petites.
Deux structures singulières en forme de sac sont présentes sur chacune des urnes, une de chaque côté de l'aile centrale. Des structures similaires mais semi-circulaires ont été retrouvées sur la marge de l'opercule. Ces structures présentent une forte fluorescence jaun-vert intrinsèque lorsqu’elles sont exposées à une lumière  de longueur d'onde de 500 nm.
De petites glandes, de 4 µm de diamètre environ, ont été découvertes à la surface de l'intérieur des urnes et partiellement intégrée dans les cannelures le long des nervures. Celle-ci montre aussi une fluorescence jaune doré.
Une seule graine a été trouvée intimement associée au matériel fossile de A. longicervia et on présume qu'elle appartient à la même espèce. Elle est de morphologie ailée et tuberculée-réticulée, ressemblant aux graines des taxons appartenant aux Sarraceniaceae. Elle est de forme ovale, couverte de verrues marron-noir, et mesure 0,9 mm sur 1,25 mm.

## Taxinomie
Le matériel fossile d'Archaeamphora longicervia a été soumis à l'analyse chimique pour l'oléanane, considérée comme un marqueur chimique différenciant les angiospermes des gymnospermes. L’oléanane a été détectée dans les spécimens de plantes à urne, suggérant qu'elles appartiennent aux angiospermes.
Plusieurs caractéristiques morphologiques d'Archaeamphora longicervia suggèrent que l'espèce est proche des Sarraceniaceae.  Les urnes des deux taxons présentent une ou deux ailes, un péristome lisse, et s'allongent verticalement à partir d'un court pétiole.
Li (2005) suggère que Archaeamphora longicervia est morphologiquement similaire à la Sarracenia purpurea moderne. Elle a en commun avec cette espèce une disposition spiralée de ses urnes et de ses feuilles tubulaires semblables à des phyllodes avec des nervures principales parallèles. Archaeamphora longicervia présente aussi de proches affinités avec des espèces du genre Heliamphora en ayant des urnes avec un long cou et un opercule vertical.
Li (2005) mentionne la découverte d'un autre type de plante à urne provenant de la même formation. Cette variété diffère du matériel type d’A. longicervia en ayant des pièges sans aucun étranglement avant la bouche. Il suggère que ce serait une espèce différente de l’A. longicervia. Une forme intermédiaire avec un cou plus large est aussi signalée, suggérant que les plantes à urnes étaient déjà un groupe diversifié au début du Crétacée.

## Habitat
Durant le Crétacé inférieur, on pense que le secteur dans lequel Archaeamphora longicervia se trouvait a connu des fluctuations climatiques significatives entre des conditions arides, semi-arides et des conditions plus humides. Le substrat de la région est pour la plupart composé de sédiments lacustres et de roches volcaniques.